# The Awakening (2011)
The Awakening é um filme britânico de 2011, do gênero terror, dirigido por Nick Murphy e estrelado por Rebecca Hall, Dominic West e Imelda Staunton.

## História
A história se passa em 1921, na Inglaterra. Florence Cathcart (Rebecca Hall) é autora de livros sobre fraudes sobrenaturais. Após a morte de seu namorado na Primeira Guerra Mundial, ela passa a trabalhar com a polícia expondo e desmascarando charlatães que criam fenômenos sobrenaturais. Robert Mallory (Dominic West), um professor de uma escola de crianças, a procura com o pedido de investigar a morte recente de um estudante, Walter Portman, e determinar se ela está relacionada às visões frequentes de um fantasma de uma criança. Ela viaja para a escola para investigar as aparições e a morte do garoto. A princípio, ela julga que as aparições são uma brincadeira de um dos garotos da escola. Florence deduz que um dos professores foi o último a ver o menino vivo.[carece de fontes?]

## Elenco
- Rebecca Hall como Florence Cathcart
- Dominic West como Robert Malory
- Imelda Staunton como Maud Hill
- Lucy Cohu como Constance Strickland
- John Shrapnel como Reverend Hugh Purslow
- Shaun Dooley como Malden McNair
- Diana Kent como Harriet Cathcart
- Richard Durden como Alexander Cathcart
- Alfie Field como Victor Parry
- Sidney Johnston como John Franklin
- Tilly Vosburgh como Vera Flood
- Ian Hanmore como Albert Flood
- Cal Macaninch como Freddie Strickland
- Isaac Hempstead-Wright como Thomas "Tom" Hill
- Anastasia Hille como Katherine Vandermeer
- Andrew Havill como George Vandermeer
- Joseph Mawle como Edward Judd
- Steven Cree como Sergento Evans